# Le Guépard (film)
Pour les articles homonymes, voir Guépard (homonymie).
Pour plus de détails, voir Fiche technique et Distribution.
Le Guépard (Il Gattopardo) est un film franco-italien réalisé par Luchino Visconti, sorti en 1963 et adapté du roman Le Guépard de Giuseppe Tomasi di Lampedusa.
Il a reçu la Palme d'or au Festival de Cannes 1963.

## Synopsis
En mai 1860, après le débarquement de Garibaldi en Sicile, à Marsala, Don Fabrizio Salina assiste avec détachement et mélancolie au déclin de la noblesse. Ces gentilshommes, les « guépards », comprennent que la fin de leur supériorité morale et sociale est désormais proche : en fait, ceux qui profitent de la nouvelle situation politique sont les administrateurs et grands propriétaires terriens de la nouvelle classe sociale qui monte. Don Fabrizio, appartenant à une famille de noblesse ancienne, est rassuré par son neveu préféré Tancrède, qui, bien que combattant dans les colonnes garibaldiennes, cherche à faire tourner les événements à son avantage. Tancrède explique à son oncle : 

« Si nous ne nous mêlons pas de cette affaire, ils vont nous fabriquer une république. Si nous voulons que tout reste pareil, il faut que nous changions tout. »

Lorsque, comme chaque année, le prince Salina se rend, avec toute sa famille, dans sa résidence d'été de Donnafugata, il trouve comme nouveau maire du village Calogero Sedara, bourgeois d'extraction modeste, fruste et peu instruit, qui s'est enrichi et a fait carrière en politique. Tancrède, qui avait au début montré un certain intérêt pour Concetta, fille aînée du prince, tombe amoureux d'Angelica, fille de don Calogero, qu'il épousera finalement, séduit par sa beauté mais aussi par son patrimoine considérable.
L'arrivée à Donnafugata d'un fonctionnaire piémontais, le cavaliere Chevalley di Monterzuolo, marque un tournant dans le récit. Il propose à Don Fabrizio d'être nommé sénateur du nouveau Royaume d'Italie. Pourtant, le prince refuse, se sentant trop lié au vieux monde sicilien. Reflet de la réalité sicilienne, Don Fabrizio est pessimiste : « Ensuite, ce sera différent, peut-être pire… », déclare-t-il à l'émissaire du nouveau régime.
L'union entre la nouvelle bourgeoisie et la noblesse déclinante est un changement désormais incontestable. Don Fabrizio en aura la confirmation au cours d'un bal grandiose à la fin duquel il commencera à méditer sur la signification des événements nouveaux et à faire le douloureux bilan de sa vie.

## Fiche technique
- Titre original italien : Il Gattopardo
- Titre français : Le Guépard
- Réalisateur : Luchino Visconti

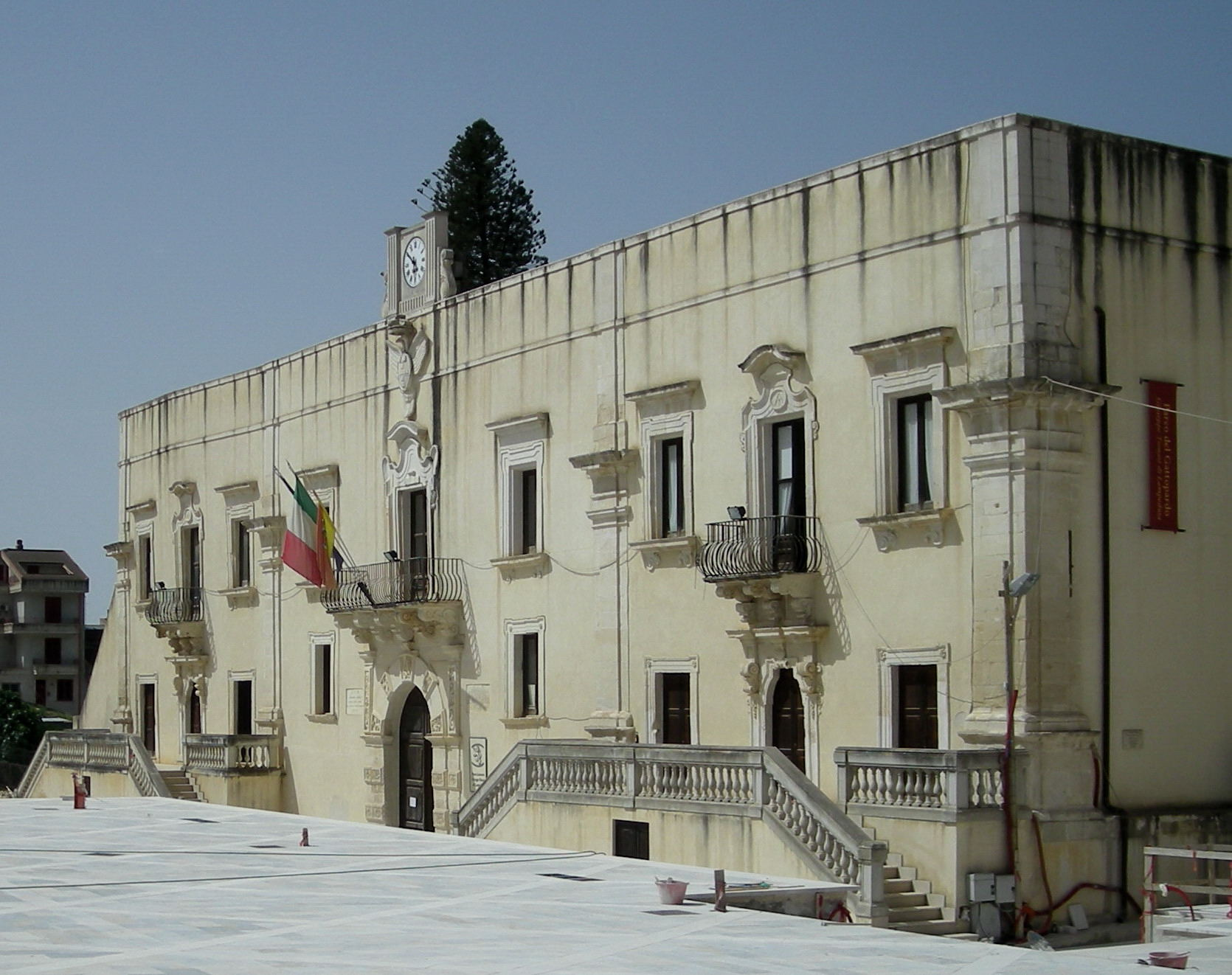
Le palais Filangeri-Cutò à Santa Margherita di Belice, maison d'été de Giuseppe Tomasi di Lampedusa.

- Scénario et dialogues : Suso Cecchi D'Amico, Pasquale Festa Campanile, Enrico Medioli, Massimo Franciosa et Luchino Visconti, d'après le roman de Giuseppe Tomasi di Lampedusa ; dialogues de la version française René Barjavel
- Décors : Mario Garbuglia
- Costumes : Piero Tosi
- Photographie : Giuseppe Rotunno
- Montage : Mario Serandrei
- Son : Mario Messina
- Musique : Nino Rota, Italo Delle Cese, ainsi que des arrangements d'opéras de Giuseppe Verdi
- Direction musicale : Franco Ferrara
- Chorégraphie : Alberto Testa (it)
- Lieux de tournage : Ariccia (Latium) ; Ciminna (Sicile) ; Palerme (Palais Valguarnera-Gangi) ; Rome ; Mondello, une frazione de Palerme, (Sicile)
- Production : Goffredo Lombardo ; Pietro Notarianni (exécutif)
- Société de production : Titanus (Rome), Pathé Cinéma (Paris)
- Société de distribution : Pathé Cinéma
- Pays d'origine :  Italie,  France
- Langue : italien (acteurs principaux doublés en italien en postsynchronisation)
- Genre : drame historique
- Durée :
  - 161 minutes - version cinéma américaine
  - 171 minutes - version cinéma européenne
  - 185 minutes - version longue italienne (disponible en vidéo)
  - 195 minutes - montage présenté à Cannes
  - 205 minutes - montage original
- Format : couleurs (Technicolor) - 35 mm / Super Technirama 70 - 2,20:1 (2,35:1 étendu) - son mono (Westrex Recording System)
- Dates de sortie :
  - Italie : 28 mars 1963
  - France : mai 1963 (Festival de Cannes) ; 14 juin 1963 (sortie nationale) en version originale sous-titrée; 29 octobre 1963 (à Lyon) en version française; 18 décembre 1963 (à Paris) en version française[1]
- Box-office Italie : 12 850 375 entrées
- Box-office France : 3 649 498 entrées
- Affiches : Macario Gómez Quibus (Espagne), Jean Mascii (France)

## Distribution
- Burt Lancaster (VO : Corrado Gaipa ; VF : Jean Martinelli) : prince Don Fabrice de Salina
- Claudia Cardinale (VO : Solvejg D'Assunta ; VF : elle-même) : Angelica Sedara
- Alain Delon (VO : Carlo Sabatini ; VF : lui-même) : Tancrède Falconeri
- Paolo Stoppa (VF : Alfred Pasquali) : Don Calogero Sedara
- Rina Morelli (VF : Jacqueline Ferrière) : princesse Maria Stella Salina
- Romolo Valli (VF : Robert Marcy) : père Pirrone
- Terence Hill crédité Mario Girotti (VO : Franco Fabrizi) : comte Cavriaghi
- Pierre Clémenti (VO : Pino Colizzi ; VF : lui-même) : François-Paul
- Lucilla Morlacchi : Concetta
- Giuliano Gemma : général garibaldien
- Ida Galli : Caroline
- Ottavia Piccolo : Catherine
- Carlo Valenzano : Paolo
- Serge Reggiani (VO : Lando Buzzanca ; VF : lui-même) : Don Francisco Ciccio Tumeo
- Brook Fuller : petit prince
- Anna Maria Bottini : Mademoiselle Dombreuil, la gouvernante
- Lola Braccini : Donna Margherita

## Tournage

### Difficulté de production
Le tournage du film, qui demande 15 mois d'intense travail, commence à la fin décembre 1961 ; le premier tour de manivelle a lieu le 14 mai 1962. À l'automne précédent, Luchino Visconti, accompagné du décorateur Mario Garbuglia et du fils adoptif de Giuseppe Tomasi di Lampedusa, Gioacchino Lanza Tomasi, a effectué un repérage en Sicile, qui n'a pas levé les inquiétudes du producteur Goffredo Lombardo.
L'investissement exigé par ce projet colossal se révèle bientôt supérieur aux prévisions de la Titanus, alors qu'en 1958, immédiatement après la publication du roman, elle en a acheté les droits d'adaptation. Après un accord de coproduction manqué avec la France, l'engagement de Burt Lancaster dans le rôle principal, en dépit de la perplexité de Luchino Visconti (qui aurait préféré Laurence Olivier ou l'acteur soviétique Nikolaï Tcherkassov) et peut-être de l'acteur lui-même, permet un accord de distribution pour les États-Unis avec la 20th Century Fox.
Pourtant, les pertes subies par le film Sodome et Gomorrhe et Le Guépard causent la suspension de l'activité cinématographique de la Titanus.

### Lieux de tournage

#### Palerme (combats entre garibaldiens et royalistes)
Bien que la narration objective des événements soit obscurcie et marginalisée dans le film par le regard subjectif du personnage principal, un grand souci fut porté à la reconstitution des combats entre garibaldiens et l'armée des Bourbons.

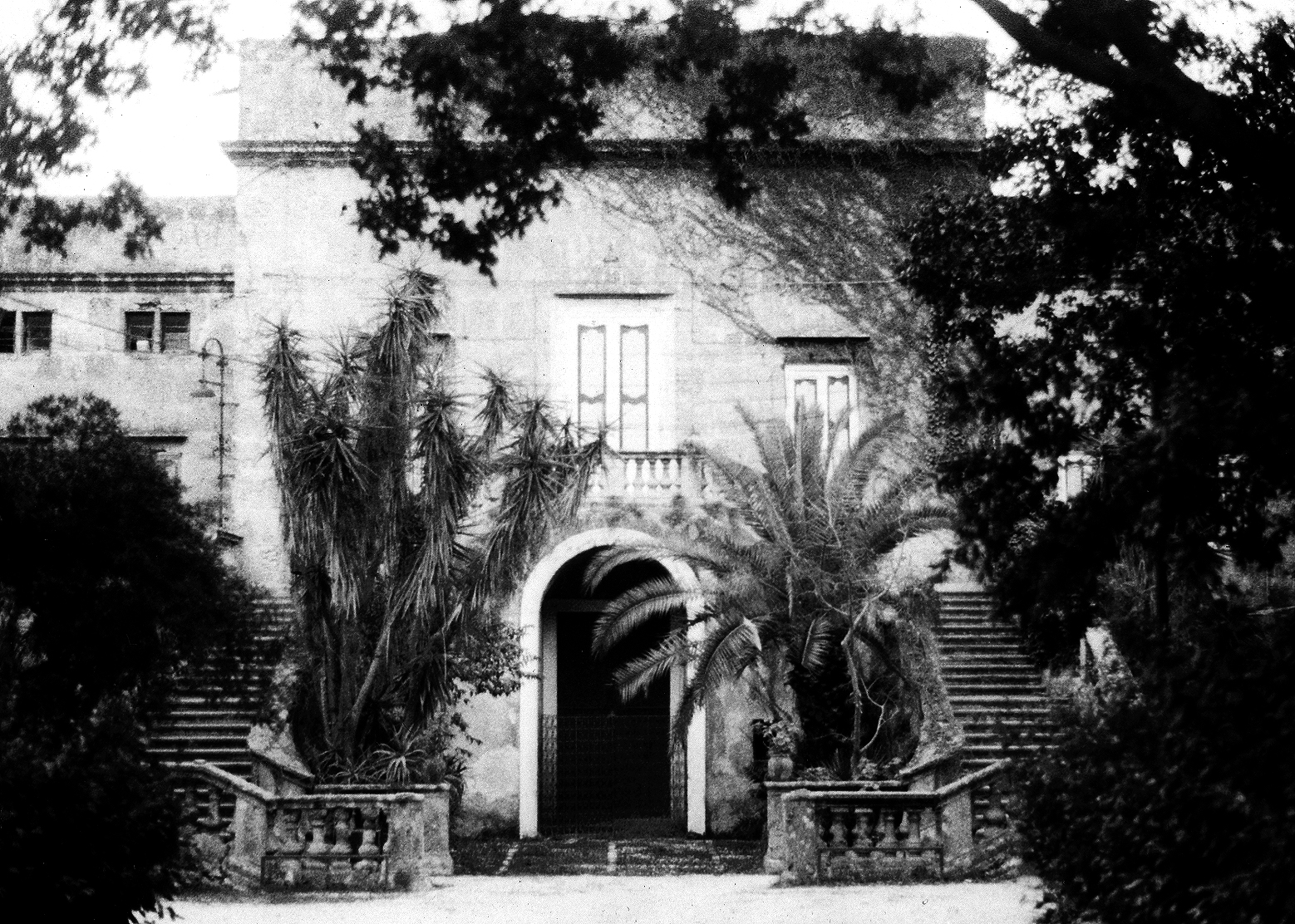
La villa Boscogrande à Palerme, résidence du prince.

À Palerme, dans les différents décors sélectionnés (piazza San Giovanni Decollato, piazza della Vittoria allo Spasimo, piazza Sant'Euno), « l'asphalte fut recouvert de terre battue, les rideaux de fer remplacés par des persiennes et des stores, les poteaux et fils électriques éliminés. » Cela advint à la demande de Visconti, car le producteur, Lombardo, s'était inquiété qu'il n'y eût aucune scène de combats.

#### Villa Boscogrande et église de Cimina
La restauration de la villa Boscogrande (it), dans les environs de la ville, fut aussi nécessaire et fut menée en 24 jours. Cette villa incarne, au début du film, le palais des Salina, dont l'état n'en permettait pas l'usage. Même pour les scènes tournées dans la résidence estivale des Salina (Castello di Donnafugata, qui apparaît dans le roman comme étant celui de Palma di Montechiaro), on dut choisir un autre site, Ciminna.
Visconti fut séduit par l'église principale et le paysage environnant. L'édifice à trois nefs présentait un splendide pavement en majolique. L'abside, décorée de stucs représentants des apôtres et des anges par Scipione Li Volsi (it) (1622), était en outre pourvue de stalles en bois de 1619, ornées de motifs grotesques, particulièrement aptes à accueillir la famille princière dans la scène du Te Deum. Le plafond original de l'église, partiellement endommagé pendant le tournage, a été depuis enlevé et ne se trouve plus sur le site.

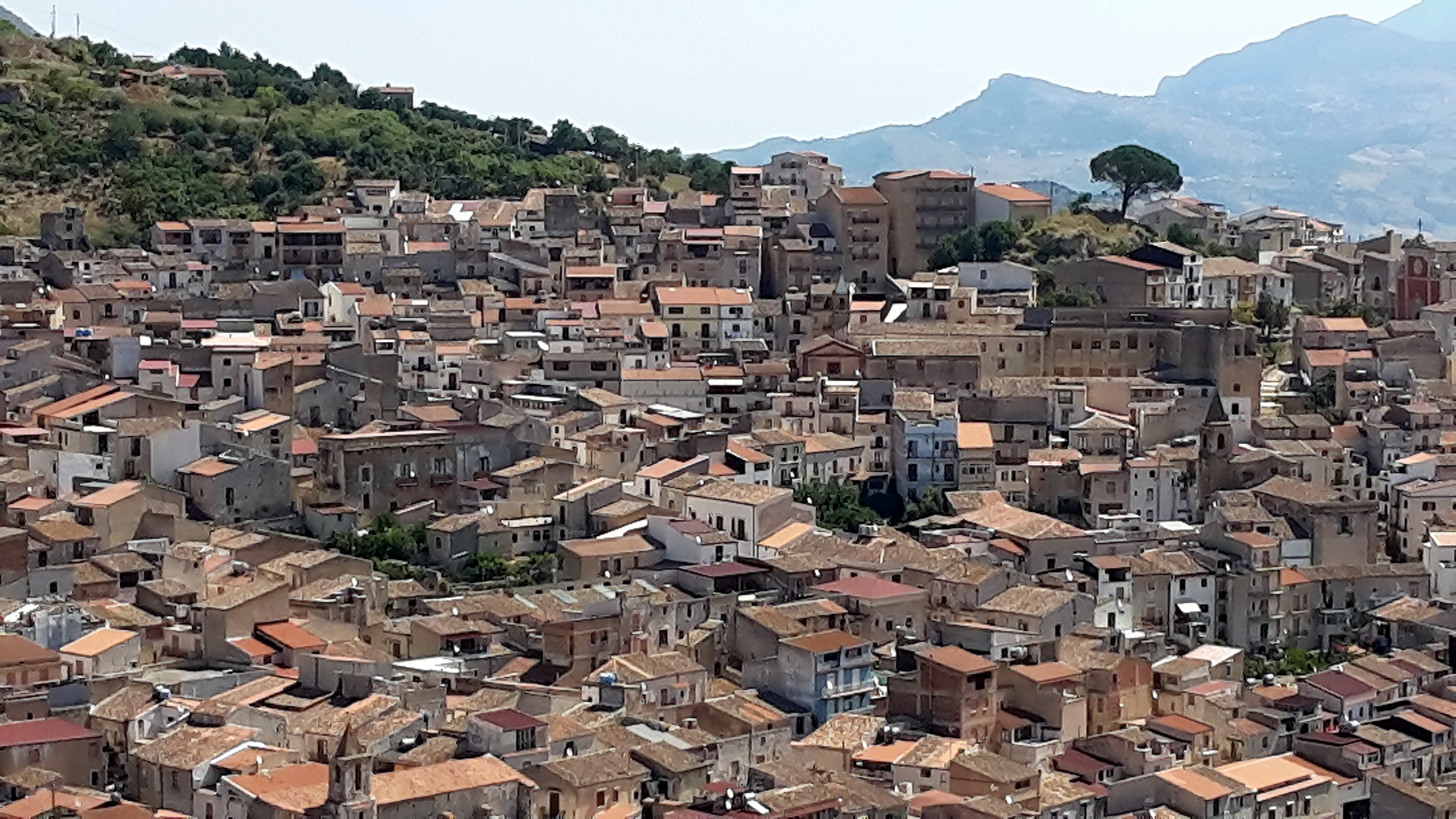

Bien que la situation topographique de la placette de Ciminna ait semblé optimale, il ne manquait que le palais du prince. Mais en 45 jours, une façade dessinée par Mario Garbuglia fut élevée devant les édifices à côté de l'église. Tout le pavage de la place fut refait, en éliminant l'asphalte et en le remplaçant par des galets et des dalles.
La plus grande partie du tournage des scènes situées dans la résidence de Donnafugata eut lieu dans le Palazzo Chigi à Ariccia, près de Rome.

#### Palais Valguarnera-Gangi (bal final)

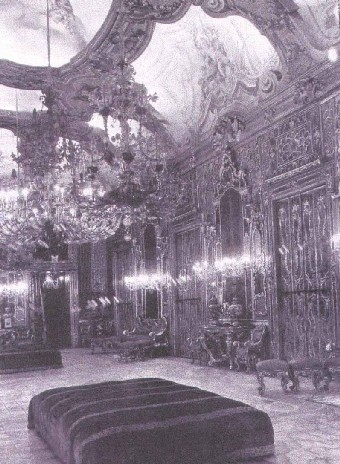
Palais Valguarnera-Gangi à Palerme.

La séquence finale du bal fut tournée au palais Valguarnera-Gangi, à Palerme, dont l'état était excellent. La chorégraphie du bal fut confiée à Alberto Testa (it). Le problème qui se posa fut l'aménagement des amples espaces intérieurs. Les Hercolani et Gioacchino Lanza Tomasi lui-même y contribuèrent par le prêt de meubles, tapisseries et bibelots. Plusieurs tableaux (dont La Mort du juste de Greuze) et d'autres œuvres furent commandées par la production. Le résultat final valut au film un Ruban d'argent du meilleur décor.
Un autre Ruban d'argent récompensa la photographie en couleurs de Giuseppe Rotunno (qui l'avait déjà gagné l'année précédente avec Journal intime) pour l'illumination des salles. Le réalisateur désirait réduire au minimum l'usage des lumières électriques ; des milliers de bougies devaient être rallumées au début de chaque session de tournage. La préparation du décor, la nécessité d'habiller des centaines de figurants exigèrent pour cette séquence des séances exténuantes.
La scène du bal (plus de 44 minutes) du Palazzo Gangi est devenue célèbre pour sa durée et son opulence.

## Version longue

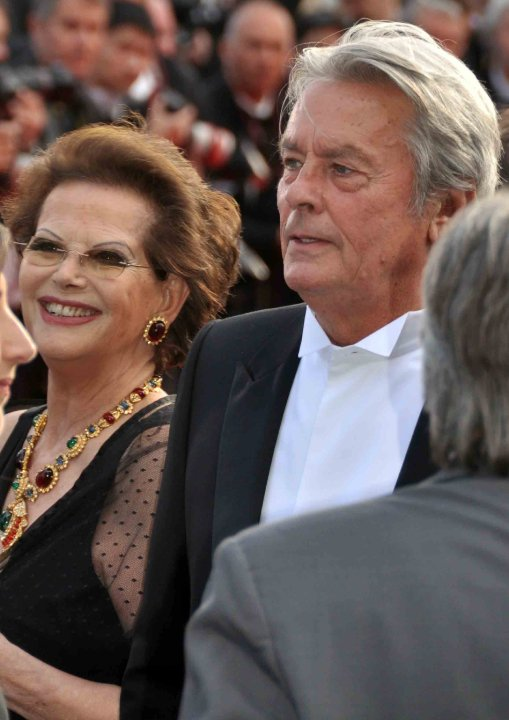
Claudia Cardinale et Alain Delon venus présenter une version restaurée du film au festival de Cannes 2010.

À l'origine, le film durait 205 minutes mais les producteurs ont exigé de le raccourcir jusqu'à ce que Luchino Visconti menace d'aller devant les tribunaux. Visconti et les producteurs se mirent d'accord sur un montage de 195 minutes qui fut présenté à Cannes en mai 1963. En Italie, le film fut présenté dans une version de 185 minutes, connue comme étant la préférée de Visconti. C'est cette version qui est aujourd'hui disponible en vidéo. 
Dans les autres pays d'Europe, notamment la France, le film fut exploité dans une version de 171 minutes. Aux États-Unis, un montage de 161 minutes fut proposé au public. Visconti se déclara défavorable à ce dernier montage mais la 20th Century Fox, société distributrice du film, lui répondit que cette version fut supervisée par Burt Lancaster.
Par ailleurs, le film fut copié sur du matériau à l'époque bon marché et qui fit disparaître la brillance et les couleurs de l'œuvre, ce qui entraîna son échec commercial lors de sa sortie.
Au milieu des années 1980, soit environ dix ans après la mort de Luchino Visconti, la version italienne du film est restaurée en technicolor. Les teintes y sont chaudes et tendent vers le jaune. Le public peut y découvrir des scènes jusque là uniquement visibles sur les copies italiennes :
- des suppléments dans la séquence de la bataille entre les garibaldiens et l'armée royale en pleine ville qui comportent notamment :
  - des partisans de Garibaldi qui sont arrêtés puis fusillés sous les yeux de leurs familles,
  - la toute première apparition du comte Cavriaghi, interprété par Mario Girotti[12], parmi les soldats garibaldiens (le personnage arrivait bien plus tard dans le montage original). Il est interpellé par une citoyenne qui a fait exécuter un partisan du roi ;
- lors du pique-nique familial, le prince Salina raconte la fois où il a reçu Tancrède accompagné de Cavriaghi et d'un général garibaldien (Giuliano Gemma). Plus tard dans cette scène, ce dernier assomme toute la famille avec sa façon de chanter ;
- des citoyens de Palerme avertissent de l'arrivée du prince et de sa famille. Le maire de la ville accourt pour les accueillir ;
- lors de leur partie de chasse, Don Francisco explique au prince Salina qu'il a été poussé, lors du vote du référendum, à s'exprimer contre ses opinions ;
- au moment où Cavriaghi rejoint Tancrède et Angelica dans une des pièces désaffectées du palais familial de Palerme, ce dernier annonce qu'il part, se rendant compte qu'il n'a aucune chance avec Concetta dont il est épris ;
- lors de la partie de cartes avec Chevalley, Francesco Paolo raconte à celui-ci le destin tragique du baron Mutolo de Donnafugata avec humour et sadisme : il explique que le fils du baron avait été enlevé et que, sa famille n'ayant pas les moyens de payer la rançon, il leur fut restitué morceau par morceau. Le prince somme Francesco Paolo d'arrêter ;
- lors de leur entretien, le prince demande à Chevalley ce que signifie la fonction de sénateur. Celui-ci lui répond que le Sénat permet de discuter, de débattre et de prendre des décisions sur les actions du royaume.

Cette version est présentée dans les éditions DVD et Blu-Ray. Les scènes supplémentaires sont uniquement en VO sous-titrée.

## Distinctions
- Palme d'or au festival de Cannes 1963.
- Rubans d'argent (décor, photographie et mise en scène) en 1964.
- Sélection de la version restaurée au festival de Cannes 2010 dans la catégorie Cannes Classics.
- Sélectionné parmi les 100 films italiens à conserver[13].

## Sur le film

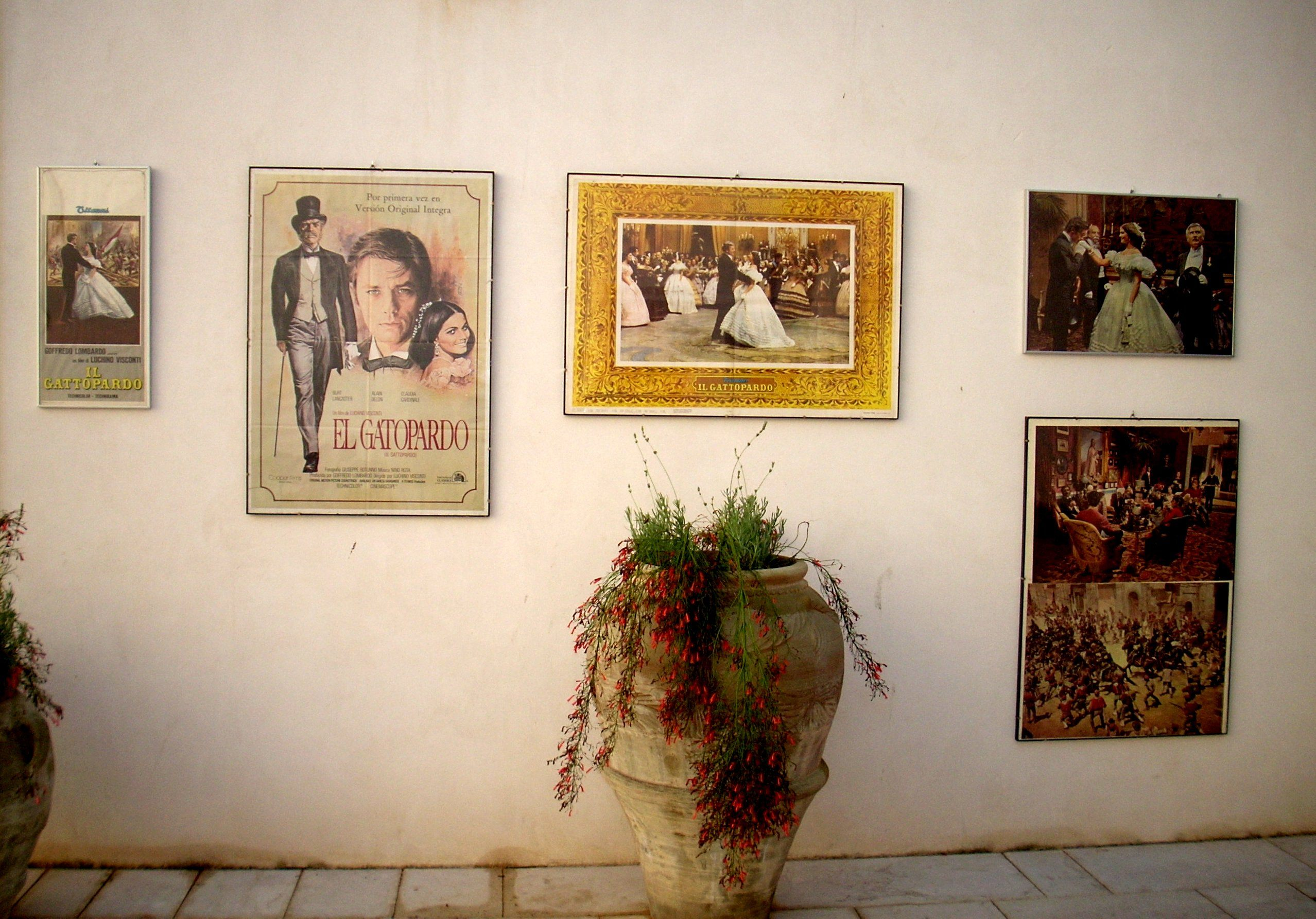
Exposition sur le film Le Guépard à la Badia Grande de Sciacca en Sicile (Italie).

### La recherche d'un monde perdu
Le Guépard représente, dans le parcours artistique de Luchino Visconti, un tournant dans lequel l'engagement dans le débat politico-social du militant communiste s'atténue en un repli nostalgique de l'aristocrate milanais sur la recherche d'un monde perdu, qui caractérisera les films historiques qu'il tournera ensuite. À propos du film, le réalisateur indiqua lui-même qu'il aspirait à réussir la synthèse entre Mastro-Don Gesualdo, de Giovanni Verga, et À la recherche du temps perdu, de Marcel Proust.

Visconti déclara : 

« J'épouse le point de vue de Lampedusa, et disons aussi de son personnage, le prince Fabrizio. Le pessimisme du prince Salina l'amène à regretter la chute d'un ordre qui, pour immobile qu'il ait été, était quand même un ordre. Mais notre pessimisme se charge de volonté et, au lieu de regretter l'ordre féodal et bourbonien, il vise à établir un ordre nouveau. »

Pour illustration cette réplique restée célèbre : 

« Si nous voulons que tout reste pareil, il faut que nous changions tout. »

Le film décrit la gestion de la crise par l'aristocratie italienne, dont la scène du bal (qui dure 45 minutes) donne la clé.
Le prince Fabrizio, le Guépard, s'inspire de l'arrière-grand-père de l'auteur du livre, le prince Giulio Fabrizio Tomasi di Lampedusa, qui fut un astronome renommé et qui, dans la fiction littéraire, devient le prince Fabrizio Salina, fasciné par l'observation des étoiles, ainsi que de sa famille entre 1860 et 1910, en Sicile (à Palerme et dans leur fief de Donnafugata, c'est-à-dire Palma di Montechiaro et Santa Margherita di Belice, dans la province d'Agrigente).
Alain Delon fait une analogie entre le Guépard et Luchino Visconti : « Visconti s'est surtout penché sur le Prince Salina que jouait Burt Lancaster. Lui même avait failli le jouer, et nous l'avions tous encouragé à le faire. Finalement il n'avait pas osé et sans doute est-ce mieux comme cela. Le Prince, c'était lui. Le film est son autobiographie. Chaque geste que fait Lancaster, c'est lui, Visconti. »

### La révolution manquée
La publication du roman de Giuseppe Tomasi di Lampedusa avait ouvert, dans la gauche italienne, un débat sur le Risorgimento en tant que « révolution sans révolution », à partir de la définition du penseur politique Antonio Gramsci dans ses Cahiers de prison. À ceux qui accusaient le roman d'attaquer le Risorgimento répondait un groupe d'intellectuels qui y appréciaient la lucidité de l'analyse de l'alliance, marquée d'immobilisme, entre vieille aristocratie et bourgeoisie montante.
Visconti, qui avait déjà traité la question de l'unité italienne dans Senso (1954) et qui avait été profondément ému à la lecture du roman, n'hésita pas à intervenir dans le débat que lui proposait Goffredo Lombardo qui avait acquis, au nom de la Titanus, les droits d'adaptation du livre.
Dans le film, la narration de ces événements est vue à travers le regard subjectif du prince Salina : à son personnage sont reliés, « comme en un alignement planétaire, les trois regards sur le monde en changement : celui du personnage, celui de l'œuvre littéraire, celui du texte filmique qui l'illustre. » Le regard de Visconti se trouve coïncider avec celui de Burt Lancaster, auquel cette expérience de « double » du réalisateur « vaudra […] une profonde transformation intérieure, même sur le plan personnel ».
C'est là qu'on peut saisir le tournant par rapport aux productions précédentes du réalisateur : les débuts d'une période où, dans son œuvre, « aucune force positive de l'histoire […] ne se profile comme alternative à l'épopée de la décadence, chantée avec une bouleversante nostalgie ». Cette mutation s'exprime de manière déterminante dans le bal final, auquel Visconti attribue, par rapport au roman, un rôle plus important tant par la durée (à lui seul, il occupe environ un quart du film) que par la situation (en le mettant en conclusion du film, alors que le roman continue bien après 1862, jusqu'à évoquer la mort du prince en 1883 et les dernières années de Concetta au début du XXe siècle).

### La présence de la mort

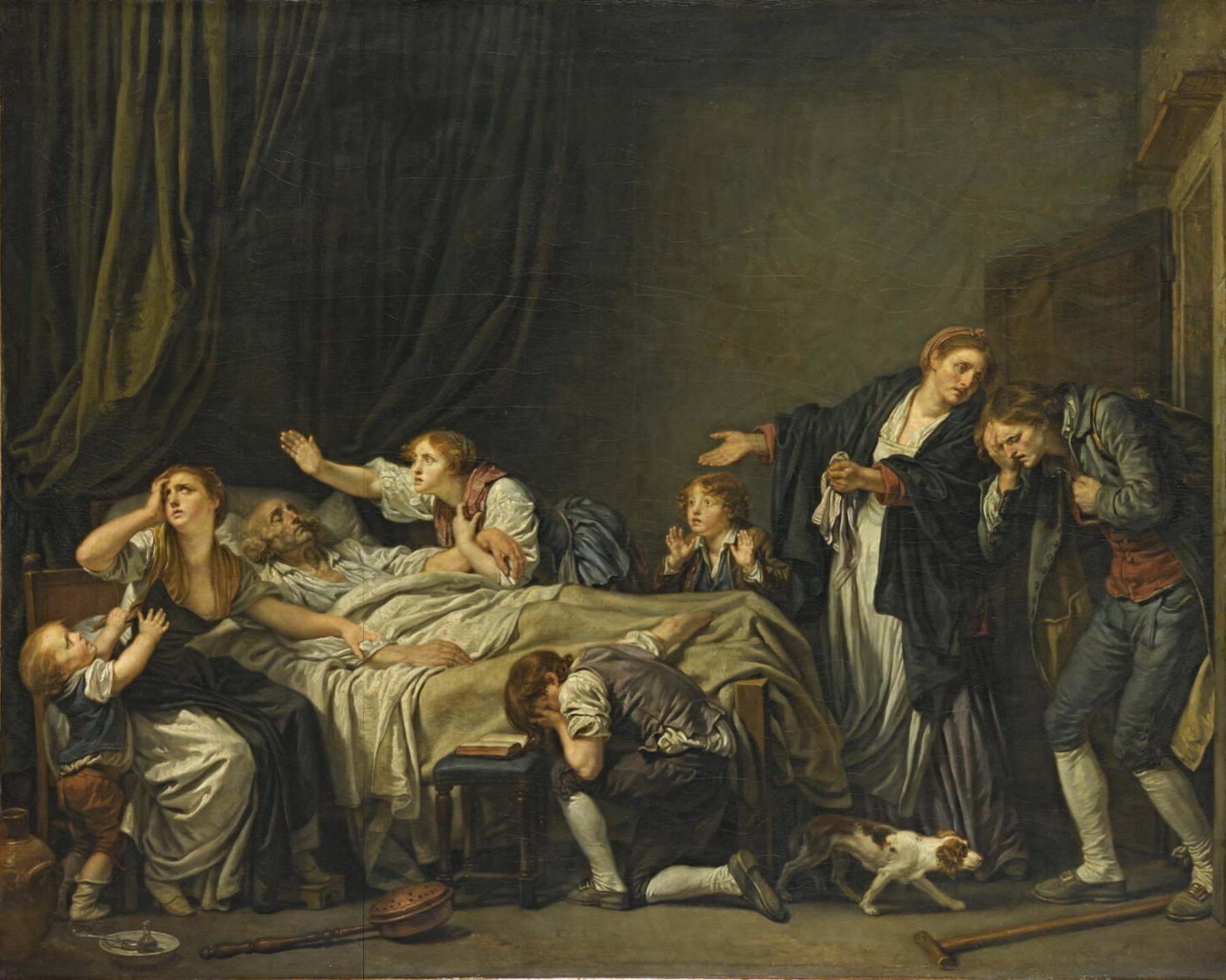
Greuze, Le Fils puni ou La Mort du juste, 1778.

Dans cette séquence, tout parle de la mort. La mort physique, en particulier dans le long aparté du prince devant le tableau La Mort du juste, de Jean-Baptiste Greuze. Mais, surtout, la mort d'une classe sociale, d'un monde de « lions et de guépards », remplacés par « des chacals et des hyènes », selon les mots du prince lui-même.
Le cadre somptueux, vestige d'un passé glorieux, dans lequel se déroule la réception, est le décor impuissant de l'irruption puis de la conquête du pouvoir d'une foule de personnages médiocres, avides et mesquins : ainsi le vaniteux et fanfaron colonel Pallavicini et le rusé don Calogero Sedara (Paolo Stoppa), représentant d'une nouvelle bourgeoisie affairiste, habile pour tirer profit des incertitudes de l'époque, et avec laquelle la famille du prince s'allie pour redorer son blason affaibli.
Ce sont surtout le cynisme et le manque de scrupules du neveu adoré, Tancrède (qui, après avoir combattu avec les garibaldiens, n'hésite pas, à la suite de la bataille de l'Aspromonte, à se ranger du côté des nouveaux vainqueurs et à approuver l'exécution des déserteurs) qui annoncent la fin des idéaux moraux et esthétiques du monde du prince.

### Vidéo
- Luchino Visconti au Festival de Cannes avec son film, document de la Radio télévision suisse, daté de 1963.